# Igor Grobelny
Igor Oskar Grobelny (* 8. Juni 1993) ist ein belgisch-polnischer Volleyballspieler.

## Karriere
Igor Grobelny begann seine Karriere 2012 bei Topvolley Precura Antwerpen. In der folgenden Saison spielte er bei VC Euphony Asse Lennik. 2014 wechselte der Außenangreifer zum polnischen Erstligisten Czarni Radom. Im gleichen Jahr erhielt er eine Einladung für die belgischen Nationalmannschaft, entschied sich aber dafür, dass er lieber für Polen spielen würde. In der Saison 2016/17 war er bei Cuprum Lubin aktiv. 2017 wurde Grobelny vom deutsch-österreichischen Bundesligisten Hypo Tirol Alpenvolleys Haching verpflichtet. Im DVV-Pokal 2017/18 schied er mit dem Verein im Achtelfinale aus, bevor er in den Bundesliga-Playoffs das Halbfinale erreichte. 2018 hatte er seine ersten Einsätze in der belgischen Nationalmannschaft und kehrte anschließend zu Cuprum Lubin zurück. Seit 2019 spielt er bei Projekt Warszawa.